# Ivaniš Berislavić
Ivaniš Berislavić († 1514) war ein serbischer Despot von 1504 bis 1514 und Banus von Jajce, mit der Aufgabe, die Grenzen Südungarns vor osmanischen Angriffen zu schützen.
Er stammte aus dem kroatischen Magnatengeschlecht der Berislavić. Nachdem der frühere serbische Despot Jovan Branković verstorben war, wurde Ivaniš vom ungarischen König Vladislav II. zum serbischen Despoten eingesetzt. Vorher musste er Jelena zu Frau nehmen, die Witwe Jovan Brankovićs. Bald danach bekam er auch die Banschaft von Jajce im damals ungarischen Teil Bosniens zugetragen. Er besaß Lehen in Syrmien, wo er in Kupinik seine Residenz hatte, weiters Slavonski Brod, dass er ebenfalls als Residenz nutzte und von wo er aus über die Städte Syrmiens und Slawoniens wachte, und die Banschaft Jajce. Obwohl römisch-katholischen Glaubens, pflegte er gute Kontakte zur orthodoxen Kirche und bewegte diese zur Zusammenarbeit mit christlich-orthodoxen Staaten wie Russland. Ivaniš Berislavić zeichnete sich im Kampf gegen die Osmanen aus. 1513 bat er den ungarischen König, ihn vom Dienst als Banus von Jajce zu entbinden, da er diesem aus körperlicher Schwäche nicht mehr nachkommen könne. Ein Jahr später starb er. Ihm folgte sein Sohn Stefan Berislavić.
| Vorgänger       | Amt                          | Nachfolger        |
| --------------- | ---------------------------- | ----------------- |
| Jovan Branković | Serbische Despoten 1504–1514 | Stefan Berislavić |

| Personendaten    | Personendaten                 |
| ---------------- | ----------------------------- |
| NAME             | Berislavić, Ivaniš            |
| KURZBESCHREIBUNG | serbischer Despot (1504–1514) |
| GEBURTSDATUM     | 15. Jahrhundert               |
| STERBEDATUM      | 1514                          |